# Siria baathistă
Siria baathistă, oficial Republica Arabă Siriană (RAS), a fost statul sirian între 1963 și 2024 sub conducerea filialei regionale siriene a defunctului Partid Arab Socialist Baath. Familia al-Assad a condus Siria de la Mișcarea corectivă din 1970 până la ofensivele opoziției siriene din 2024.